# Apocalypse IV: Judgment
Judgment (ook bekend onder de namen Apocalypse IV: Judgment en O.N.E. One Nation Earth) is een Amerikaanse christelijke actie- en sciencefiction-speelfilm uit 2001, uitgebracht door Cloud Ten Pictures. De film speelt zich af in de eindtijd, zoals beschreven in de Openbaring van Johannes.  

## Verhaal
Helen Hannah, de christelijke leider van de zogenaamde Haters wordt voor de rechter gedaagd: de One Nation Earth Court of Justice (het One Nation Earth Gerechtshof). Ze wordt verdedigd door de advocaat Mitch Kendrick, wiens vader: Seth ook ooit was veroordeeld en ter dood gebracht na eenzelfde rechtszaak. De aanklager is zijn ex-partner Victoria (Vicky) Thorne. De wereld wordt op dat moment geregeerd door de antichrist: Franco Macalousso en oneerlijke processen zijn geen uitzondering. 
Haar advocaat probeert het proces over een andere boeg te gooien en de aanklacht te verplaatsen van zijn cliënte Helen Hannah naar God. Macalousso en zijn helpers zetten hem voortdurend onder druk om binnen het 'script' te blijven: de afloop van dit schijnproces staat immers al van tevoren vast en omdat het op een eerlijk proces moet lijken, krijgt Helen Hannah deze advocaat toegewezen.
Een groepje christenen, onder wie J.T. Quincy, probeert Helen te bevrijden uit de gevangenis. Ondertussen komt Helen erachter dat haar advocaat een nep-merkteken met het getal van het beest draagt. Eerst dachten ze dat Helen Hannah gedood was (wat ook in de vorige film Tribulation gesuggereerd werd), maar Macalousso had op het nippertje het mes van de guillotine gestopt boven haar hals.

## Rolverdeling
| Acteur            | Personage         |
| ----------------- | ----------------- |
| Leigh Lewis       | Helen Hannah      |
| Nick Mancuso      | Franco Macalousso |
| Patrick Gallagher | Jake Gross        |
| Gary Busey        | Tom Canboro       |
| Howie Mandel      | Jason Quincy      |